# Chemnitzer Fußballclub 1991-1992
Questa voce raccoglie le informazioni riguardanti il Chemnitzer Fußballclub nelle competizioni ufficiali della stagione 1991-1992.

## Stagione
Nella stagione 1991-1992 il Chemnitz, allenato da Hans Meyer, concluse il campionato di 2. Bundesliga al 4º posto. In Coppa di Germania il Chemnitz fu eliminato al primo turno dal Freiburger.

## Rosa
| N. |                        | Ruolo | Calciatore         |
| -- | ---------------------- | ----- | ------------------ |
| 3  | Germania (bandiera)    | D     | Thomas Laudeley    |
| 5  | Germania (bandiera)    | C     | Sven Köhler        |
|    | Germania (bandiera)    | P     | Holger Hiemann     |
|    | Germania (bandiera)    | P     | Jens Schmidt       |
|    | Germania (bandiera)    | D     | Dirk Barsikow      |
|    | Germania (bandiera)    | D     | Torsten Bittermann |
|    | Germania (bandiera)    | D     | Jörg Illing        |
|    | Germania (bandiera)    | D     | Jan Seifert        |
|    | Stati Uniti (bandiera) | C     | Brian Bliss        |
|    | Germania (bandiera)    | C     | Heiko Gerber       |
|    | Germania (bandiera)    | C     | Steffen Heidrich   |

| N. |                     | Ruolo | Calciatore          |
| -- | ------------------- | ----- | ------------------- |
|    | Germania (bandiera) | C     | Peter Keller        |
|    | Germania (bandiera) | C     | Ulf Mehlhorn        |
|    | Germania (bandiera) | C     | Mario Neuhäuser     |
|    | Germania (bandiera) | C     | Olaf Renn           |
|    | Germania (bandiera) | C     | Sixten Veit         |
|    | Germania (bandiera) | A     | Thorsten Boer       |
|    | Croazia (bandiera)  | A     | Boris Lucic         |
|    | Germania (bandiera) | A     | Arnd Spranger       |
|    | Nigeria (bandiera)  | A     | Ojokojo Torunarigha |
|    | Germania (bandiera) | A     | Dirk Vollmar        |

## Organigramma societario
Area tecnica
- Allenatore: Hans Meyer
- Allenatore in seconda: Christoph Franke
- Preparatore dei portieri:
- Preparatori atletici:

## Calciomercato

### Sessione estiva
| Acquisti | Acquisti            | Acquisti            | Acquisti |
| R.       | Nome                | da                  | Modalità |
| -------- | ------------------- | ------------------- | -------- |
| C        | Brian Bliss         | Energie Cottbus     |          |
| A        | Thorsten Boer       | BFC Dynamo          |          |
| C        | Heiko Gerber        | Chemnitz (juniores) |          |
| A        | Ojokojo Torunarigha | Fortuna Chemnitz    |          |
| A        | Dirk Vollmar        | Erzgebirge Aue      |          |

| Cessioni | Cessioni       | Cessioni      | Cessioni |
| R.       | Nome           | a             | Modalità |
| -------- | -------------- | ------------- | -------- |
| A        | Harald Krämer  | Hansa Rostock |          |
| C        | Rico Steinmann | Colonia       |          |
| C        | Lutz Wienhold  | Leoben        |          |

### Sessione invernale
| Acquisti | Acquisti | Acquisti | Acquisti |
| R.       | Nome     | da       | Modalità |
| -------- | -------- | -------- | -------- |

| Cessioni | Cessioni           | Cessioni        | Cessioni |
| R.       | Nome               | a               | Modalità |
| -------- | ------------------ | --------------- | -------- |
| A        | Jens Mitzscherling | Hallescher      |          |
| D        | Steffen Ziffert    | Carl Zeiss Jena |          |

## Risultati

### 2. Bundesliga

#### Girone di andata
| Magonza 24 luglio 1991, ore 19:30 CEST 1ª giornata | Magonza | 0 – 0 referto | Chemnitz | Stadion am Bruchweg (4 800 spett.)\| Arbitro: \| Prengel \| |
| Arbitro:                                           | Prengel |               |          |                                                             |

| Arbitro: | Amerell |

|                     |           |            |
| Seifert 8’ Boer 74’ | Marcatori | 19’ Fincke |

| Lipsia 10 agosto 1991, ore 15:00 CEST 3ª giornata | VfB Lipsia    | 0 – 0 referto | Chemnitz | Bruno-Plache-Stadion (3 000 spett.)\| Arbitro: \| Brandt-Chollé \| |
| Arbitro:                                          | Brandt-Chollé |               |          |                                                                    |

| Chemnitz 14 agosto 1991, ore 19:30 CEST 4ª giornata | Chemnitz | 0 – 0 referto | Saarbrücken | Sportforum Chemnitz (5 200 spett.)\| Arbitro: \| Mölm \| |
| Arbitro:                                            | Mölm     |               |             |                                                          |

| Arbitro: | Jansen |

|          |           |             |
| Lust 55’ | Marcatori | 79’ Vollmar |

| Arbitro: | Harder |

|  |           |                      |
|  | Marcatori | 44’ Raab 90’ Löhnert |

| Monaco di Baviera 31 agosto 1991, ore 15:00 CEST 7ª giornata | Monaco 1860 | 0 – 0 referto | Chemnitz | Stadion an der Grünwalder Straße (20 000 spett.)\| Arbitro: \| Theobald \| |
| Arbitro:                                                     | Theobald    |               |          |                                                                            |

| Darmstadt 7 settembre 1991, ore 15:00 CEST 8ª giornata | Darmstadt | 0 – 0 referto | Chemnitz | Stadion am Böllenfalltor (3 400 spett.)\| Arbitro: \| Domurat \| |
| Arbitro:                                               | Domurat   |               |          |                                                                  |

| Arbitro: | Wiesel |

|                              |           |  |
| Torunarigha 2’ Boer 23’, 75’ | Marcatori |  |

| Arbitro: | Brückner |

|                      |           |                                   |
| Jurgeleit 35’ (rig.) | Marcatori | 25’ Heidrich 70’ Seifert 87’ Boer |

| Arbitro: | Merk |

|                              |           |           |
| Torunarigha 24’ Heidrich 51’ | Marcatori | 73’ Arndt |

#### Girone di ritorno
| Arbitro: | Haupt |

|              |           |  |
| Laudeley 86’ | Marcatori |  |

| Arbitro: | Leimert |

|                                   |           |  |
| Zeyer 28’, 45’ Spies 58’ Todt 64’ | Marcatori |  |

| Arbitro: | Weise |

|                        |           |              |
| Heidrich 10’, 27’, 45’ | Marcatori | 73’ Turowski |

| Arbitro: | Wippermann |

|                                            |           |              |
| Akpoborie 76’ (rig.) Fuhl 84’ Pförtner 90’ | Marcatori | 59’ Mehlhorn |

| Chemnitz 2 novembre 1991, ore 15:00 CET 16ª giornata | Chemnitz | 0 – 0 referto | Waldhof Mannheim | Sportforum Chemnitz (4 850 spett.)\| Arbitro: \| Gläser \| |
| Arbitro:                                             | Gläser   |               |                  |                                                            |

| Arbitro: | Föckler |

|                |           |              |
| Holetschek 82’ | Marcatori | 61’ Heidrich |

| Arbitro: | Stenzel |

|                                        |           |  |
| Heidrich 16’, 68’, 81’ Torunarigha 35’ | Marcatori |  |

| Arbitro: | Fleske |

|                     |           |  |
| Boer 81’ Keller 84’ | Marcatori |  |

| Arbitro: | Boos |

|               |           |          |
| Preljević 24’ | Marcatori | 40’ Boer |

| Chemnitz 8 dicembre 1991, ore 15:00 CET 21ª giornata | Chemnitz | 0 – 0 referto | Homburg | Sportforum Chemnitz (3 000 spett.)\| Arbitro: \| Leimert \| |
| Arbitro:                                             | Leimert  |               |         |                                                             |

| Arbitro: | Domurat |

|                         |           |                      |
| Heun 6’, 33’ Schulz 65’ | Marcatori | 5’ Heidrich 20’ Boer |

### 2. Bundesliga

#### Girone di andata
| Arbitro: | Werthmann |

|                   |           |                        |
| Köhler 86’ (rig.) | Marcatori | 3’ Naawuh 51’ Strerath |

| Arbitro: | Werthmann |

|  |           |            |
|  | Marcatori | 58’ Köhler |

| Arbitro: | Kentsch |

|          |           |  |
| Boer 25’ | Marcatori |  |

| Arbitro: | Kuhne |

|             |           |  |
| Schüler 19’ | Marcatori |  |

| Arbitro: | Funken |

|             |           |             |
| Wohlert 80’ | Marcatori | 65’ Vollmar |

| Chemnitz 16 aprile 1992, ore 20:15 CEST 26ª giornata | Chemnitz | 0 – 0 referto | Friburgo | Sportforum Chemnitz (2 500 spett.)\| Arbitro: \| Kuhne \| |
| Arbitro:                                             | Kuhne    |               |          |                                                           |

| Arbitro: | Haupt |

|              |           |  |
| Heidrich 42’ | Marcatori |  |

| Arbitro: | Kiefer |

|         |           |                           |
| Klee 8’ | Marcatori | 38’ Heidrich 85’ Barsikow |

| Arbitro: | Blüthgen |

|                         |           |              |
| Simon 7’ Zeyer 52’, 57’ | Marcatori | 72’ Laudeley |

| Arbitro: | Amerell |

|            |           |                             |
| Keller 76’ | Marcatori | 27’, 79’ Preetz 70’ Schüler |

### Coppa di Germania
| Arbitro: | Bertsch |

|                             |           |              |
| Wernet 40’ Klemenz 71’, 88’ | Marcatori | 80’ Barsikow |

## Statistiche

### Statistiche di squadra
| Competizione      | Punti | In casa | In casa | In casa | In casa | In casa | In casa | In trasferta | In trasferta | In trasferta | In trasferta | In trasferta | In trasferta | Totale | Totale | Totale | Totale | Totale | Totale | DR |
| Competizione      | Punti | G       | V       | N       | P       | Gf      | Gs      | G            | V            | N            | P            | Gf           | Gs           | G      | V      | N      | P      | Gf     | Gs     | DR |
| ----------------- | ----- | ------- | ------- | ------- | ------- | ------- | ------- | ------------ | ------------ | ------------ | ------------ | ------------ | ------------ | ------ | ------ | ------ | ------ | ------ | ------ | -- |
| 2. Bundesliga     | 26    | 11      | 7       | 3       | 1       | 17      | 5       | 11           | 1            | 7            | 3            | 9            | 14           | 22     | 8      | 10     | 4      | 26     | 19     | +7 |
| 2. Bundesliga     | -     | 5       | 2       | 1       | 2       | 4       | 5       | 5            | 2            | 1            | 2            | 5            | 6            | 10     | 4      | 2      | 4      | 9      | 11     | -2 |
| Coppa di Germania | -     | 0       | 0       | 0       | 0       | 0       | 0       | 1            | 0            | 0            | 1            | 1            | 3            | 1      | 0      | 0      | 1      | 1      | 3      | -2 |
| Totale            | 26    | 16      | 9       | 4       | 3       | 21      | 10      | 17           | 3            | 8            | 6            | 15           | 23           | 33     | 12     | 12     | 9      | 36     | 33     | +3 |

### Andamento in campionato
| Giornata  | 1 | 2 | 3 | 4 | 5 | 6 | 7 | 8 | 9 | 10 | 11 | 12 | 13 | 14 | 15 | 16 | 17 | 18 | 19 | 20 | 21 | 22 |
| --------- | - | - | - | - | - | - | - | - | - | -- | -- | -- | -- | -- | -- | -- | -- | -- | -- | -- | -- | -- |
| Luogo     | T | C | T | C | T | C | T | T | C | T  | C  | C  | T  | C  | T  | C  | T  | C  | C  | T  | C  | T  |
| Risultato | N | V | N | N | N | P | N | N | V | V  | V  | V  | P  | V  | P  | N  | N  | V  | V  | N  | N  | P  |
| Posizione | 5 | 5 | 4 | 4 | 4 | 4 | 4 | 3 | 4 | 4  |    |    |    |    |    |    |    |    |    |    |    |    |

Legenda:

Luogo: C = Casa; T = Trasferta. Risultato: V = Vittoria; N = Pareggio; P = Sconfitta.

### Statistiche dei giocatori
| Giocatore        | 2. Bundesliga | 2. Bundesliga | 2. Bundesliga | 2. Bundesliga | Coppa di Germania | Coppa di Germania | Coppa di Germania | Coppa di Germania | Totale   | Totale | Totale      | Totale     |
| Giocatore        | Presenze      | Reti          | Ammonizioni   | Espulsioni    | Presenze          | Reti              | Ammonizioni       | Espulsioni        | Presenze | Reti   | Ammonizioni | Espulsioni |
| ---------------- | ------------- | ------------- | ------------- | ------------- | ----------------- | ----------------- | ----------------- | ----------------- | -------- | ------ | ----------- | ---------- |
| D. Barsikow      | 4             | 0             | 0             | 0             | 1                 | 1                 | 0                 | 0                 | 5        | 1      | 0           | 0          |
| T. Bittermann    | 20            | 0             | 2             | 0             | 1                 | 0                 | 0                 | 0                 | 21       | 0      | 2           | 0          |
| B. Bliss         | 13            | 0             | 2             | 0             | 1                 | 0                 | 0                 | 0                 | 14       | 0      | 2           | 0          |
| T. Boer          | 22            | 7             | 2             | 0             | 1                 | 0                 | 0                 | 0                 | 23       | 7      | 2           | 0          |
| H. Gerber        | 1             | 0             | 1             | 0             | 0                 | 0                 | 0                 | 0                 | 1        | 0      | 1           | 0          |
| S. Heidrich      | 20            | 10            | 5             | 2             | 0                 | 0                 | 0                 | 0                 | 20       | 10     | 5           | 2          |
| H. Hiemann       | 22            | 0             | 0             | 0             | 1                 | 0                 | 0                 | 0                 | 23       | 0      | 0           | 0          |
| J. Illing        | 22            | 0             | 3             | 0             | 1                 | 0                 | 0                 | 0                 | 23       | 0      | 3           | 0          |
| P. Keller        | 22            | 1             | 3             | 0             | 1                 | 0                 | 0                 | 0                 | 23       | 1      | 3           | 0          |
| S. Köhler        | 17            | 0             | 5             | 0             | 1                 | 0                 | 0                 | 0                 | 18       | 0      | 5           | 0          |
| T. Laudeley      | 19            | 1             | 1             | 0             | 0                 | 0                 | 0                 | 0                 | 19       | 1      | 1           | 0          |
| B. Lucic         | 0             | 0             | 0             | 0             | 0                 | 0                 | 0                 | 0                 | 0        | 0      | 0           | 0          |
| U. Mehlhorn      | 22            | 1             | 4             | 0             | 1                 | 0                 | 0                 | 0                 | 23       | 1      | 4           | 0          |
| J. Mitzscherling | 10            | 0             | 1             | 0             | 0                 | 0                 | 0                 | 0                 | 10       | 0      | 1           | 0          |
| M. Neuhäuser     | 1             | 0             | 0             | 0             | 0                 | 0                 | 0                 | 0                 | 1        | 0      | 0           | 0          |
| O. Renn          | 3             | 0             | 0             | 0             | 1                 | 0                 | 0                 | 0                 | 4        | 0      | 0           | 0          |
| J. Schmidt       | 1             | 0             | 0             | 0             | 0                 | 0                 | 0                 | 0                 | 1        | 0      | 0           | 0          |
| J. Seifert       | 17            | 2             | 1             | 2             | 1                 | 0                 | 0                 | 0                 | 18       | 2      | 1           | 2          |
| A. Spranger      | 8             | 0             | 1             | 0             | 0                 | 0                 | 0                 | 0                 | 8        | 0      | 1           | 0          |
| O. Torunarigha   | 15            | 3             | 2             | 0             | 1                 | 0                 | 0                 | 0                 | 16       | 3      | 2           | 0          |
| S. Veit          | 0             | 0             | 0             | 0             | 0                 | 0                 | 0                 | 0                 | 0        | 0      | 0           | 0          |
| D. Vollmar       | 14            | 1             | 0             | 0             | 0                 | 0                 | 0                 | 0                 | 14       | 1      | 0           | 0          |
| S. Ziffert       | 7             | 0             | 1             | 0             | 1                 | 0                 | 0                 | 0                 | 8        | 0      | 1           | 0          |